# Polizeiruf 110: Grawes letzter Fall
Grawes letzter Fall ist ein deutscher Kriminalfilm von Christian Steinke aus dem Jahr 1995. Der Fernsehfilm erschien als 176. Folge der Filmreihe Polizeiruf 110.

## Handlung
Verlagsvertreter Rainer Asch befindet sich auf dem Weg nach Halle, als er an einer Raststätte eine nackte Frau bemerkt. Sie bittet ihm, ihr zu helfen, da sie ausgeraubt worden sei. Rainer nimmt die Frau, die sich ihm als Iris Karsubke vorstellt, mit und fährt sie zu ihrer Wohnung in Halle. Er will ihr Kleider holen, doch öffnen ihm nicht ihre beiden kleinen Kinder die Tür, sondern Iris’ Ex-Freund Nierendorf. Er bringt Iris brutal in ihre Wohnung und lässt erst von ihr ab, als Rainer erscheint. Kurz darauf stehen die Männer Stans und Meppen in der Tür, die zunächst Iris bedrohen und sich Nierendorf zuwenden, nachdem Iris ihnen von einem neuen Wagen berichtet, den Nierendorf sich gekauft habe. Zu dritt verlassen sie die Wohnung, nachdem die Männer Nierendorf die Wagenpapiere abgenommen haben.
Kriminaloberkommissar Thomas Grawe erhält einen Anruf von Iris, da sie in einen Todesfall verwickelt sei. Iris ist die Tochter seines vor zehn Jahren verstorbenen Bruders. Vor Grawe präsentiert sie Rainer als ihren Verlobten. Beim Toten handelt es sich um Nierendorf, den Iris und Rainer von ihrer Wohnung aus im Kampf mit Stans und Meppen gesehen hatten, bevor sie ihn aus den Augen verloren. Obwohl Kriminalrat Bass wegen der familiären Beziehung Grawes zu Iris unwohl dabei ist, ihn den Fall bearbeiten zu lassen, überlässt er ihm die Ermittlung. Stans und Meppen können in Nierendorfs Wagen gestellt werden. Bei der Gegenüberstellung sagen Iris und Rainer jedoch aus, beide Männer nicht als Täter zu erkennen. Grawe ist frustriert, weiß er doch, dass beide die Gesuchten sind. Bass lässt Stans und Meppen kurz darauf laufen. Sie stellen an Rainer und Iris eine Geldforderung in Höhe von 4.000 Mark für jeden, damit sie aus der Stadt verschwinden.
Grawe misstraut Rainer tief und lässt sein Umfeld erkunden. Er findet heraus, dass Rainer finanziell am Abgrund steht, seine Arbeit zu verlieren droht und verheiratet ist. Er konfrontiert ihn mit seinen Ergebnissen; Rainer vertraut Iris kurz darauf an, beruflich neu anfangen zu wollen und eine Frau zu haben, die er jedoch verlassen will. Iris ist dies angesichts der Erpressung egal. Meppen wird kurz darauf zusammengeschlagen und kopfüber an einen Strommast gefesselt aufgefunden. Zudem steht das Obduktionsergebnis von Nierendorf fest: Er wurde erstickt; Schleifspuren weisen darauf hin, dass er erst nachträglich zum Leichenfundort gebracht wurde. Da nun auch Iris und Rainer wieder als Täter infrage kommen, entzieht Bass Grawe den Fall. Der recherchiert auf eigene Faust weiter, wird jedoch bald von Bass ausgebremst. Eine neue Spur führt ins Rotlichtmilieu, so haben sich Stans und Meppen als Zuhälter versucht. Meppen deutet an, dass der Überfall mit dem Strommast damit zu tun hatte. Grawe darf im Rotlichtmilieu recherchieren und sucht die Prostituierte Gudrun auf, die ihm von Stans’ und Meppens Masche berichtet: Sie suchen Frauen auf eindeutige Kontaktanzeigen hin auf und erpressen Geld von ihnen. Wer nicht zahlen will, wird auf einen Parkplatz gefahren und dort entkleidet zurückgelassen. In einer Zeitung entdeckt Grawe die Anzeige seiner Nichte Iris, die zumindest eine Zeitlang ebenfalls Geld mit Prostitution verdient hat.
Stans erhöht seine Geldforderung an Iris und Rainer auf 20.000 Mark. Er wird durch Gudruns Mann und Zuhälter dazu gezwungen, sich der Polizei zu stellen, da er sonst genauso im Krankenhaus enden werde wie Meppen. Bei der Vernehmung durch Grawe und Bass gesteht Stans aus Versehen, Iris und Rainer zu erpressen. Die versuchen unterdessen, die 20.000 Mark zusammenzubekommen. Das Geld reicht nicht und Iris gesteht Rainer schließlich, dass sie als Prostituierte Geld verdient hat. Sie will wieder auf den Strich gehen, um das restliche Geld zu verdienen. Rainer provoziert vor Verzweiflung einen Autounfall, bei dem er schwer verletzt wird. Grawe wiederum gibt Iris einen Scheck über 15.000 Mark, woraufhin sie die Erpressung indirekt zugibt. Erst Iris’ Kinder berichten Grawe, dass Rainer ihr Schutzengel sei, weil er Iris vor Nierendorf gerettet habe, der sie habe erschlagen wollen. Iris und Rainer schildern schließlich den Tatablauf, wie Nierendorf nach der Schlägerei mit Stans und Meppen zurückgekehrt sei und Iris zusammengeschlagen habe und Rainer ihn schließlich mit einem schweren Aschenbecher niedergestreckt habe. Rainer habe Hilfe holen wollen, doch war Nierendorf bei seiner Rückkehr bereits tot. Rainer wird abgeführt. Grawe weiß, dass Nierendorf erstickt wurde, sodass Iris ihm gesteht, dass Nierendorf in Rainers Abwesenheit sie noch einmal angefallen und gewürgt habe, worauf sie seinen Kopf in der Balkontür einklemmte, bis er tot war. Grawe übergibt auch Iris seinen Kollegen und kündigt an, dass sie ein Geständnis ablegen werde, jedoch in Notwehr gehandelt habe.

## Produktion
Grawes letzter Fall wurde in Halle und Umgebung sowie den Studios des MDR Leipzig gedreht. Die Kostüme des Films schufen Irmgard Fischer und Ulrike Stelzig, die Ausstattung stammt von Christa Köppen. Der Film erlebte am 29. Oktober 1995 auf Das Erste seine Fernsehpremiere. Die Zuschauerbeteiligung lag bei 19,5 Prozent.
Es war die 176. Folge der Filmreihe Polizeiruf 110. Kriminaloberkommissar Thomas Grawe ermittelte in seinem 32. und letzten Fall. Das Duo Schmücke/Schneider stand zum Zeitpunkt der Ausstrahlung von Grawes letzter Fall bereits als Nachfolger Grawes beim MDR-Polizeiruf fest. Schmidt-Schaller gab in einem Interview zu seinem Ausstieg aus der Reihe an, „sich mit seiner Rolle in der neuen Konzeption des ‚Polizeiruf 110‘ nicht mehr wiedergefunden“ zu haben. 2004 taucht Grawe in einer Nebenrolle als Privatdetektiv in der Folge Ein Bild von einem Mörder noch einmal auf.

## Kritik
„Der Fall ist so raffiniert wie Grawes Nichte“, stellte TV Spielfilm fest. „Wenn auch ‚Grawes letzter Fall‘ sicher nicht in einem Milieu spielt, das repräsentativ ist für die neuen Bundesländer, so spiegelte diese ‚Polizeiruf 110‘-Folge wahrscheinlich mehr die Ost-Befindlichkeit wider als mancher Stimmungsbericht“, schrieb die Stuttgarter Zeitung. Die Folge habe „im großen und ganzen schlüssige Handlung und ein paar glaubwürdige gute und böse Charaktere. Was man in letzter Zeit nicht von jedem ‚Tatort‘ sagen kann!“
Der Tagesspiegel schrieb, dass Andreas Schmidt-Schaller dem Polizeiruf erhalten bleiben sollte: „[A]ls räudiger Dreitagebart Grawe bringt er uns den kleinbürgerlichen Alltag in den Plattenbauten von Halle auf so unerschrockene Weise nahe, dass wir auf ihn nicht verzichten mögen“. Grawes Abschied wurde hingegen von der Süddeutschen Zeitung begrüßt, seien Grawes Fälle doch „provinztheatralische[s] Herumgekasper zwischen Einbauküche, Sitzgarnitur und Polizeirevier“ und „tranfunzelig inszeniert…“.